# Кабатские говоры

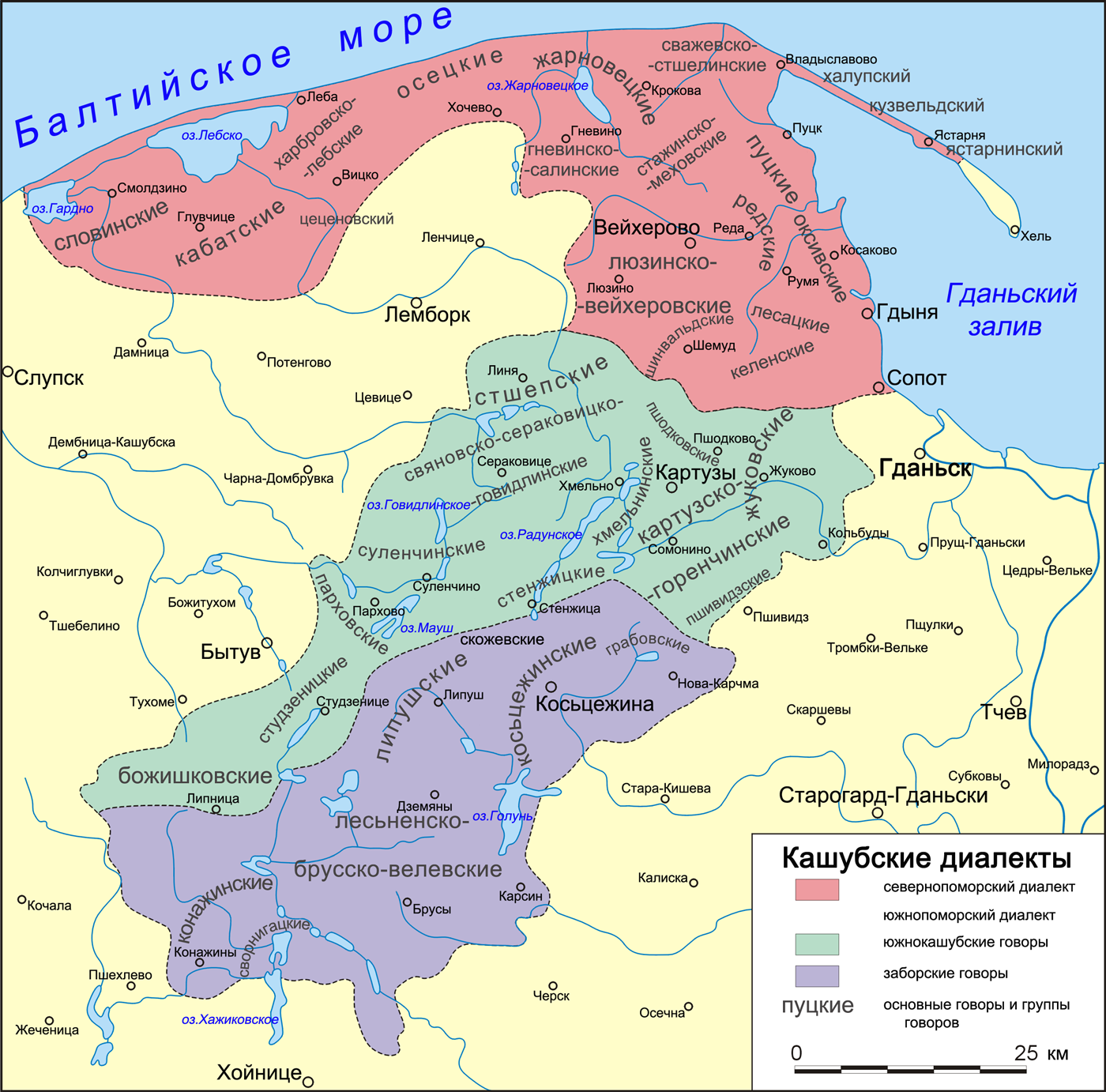
Кабатские говоры на карте кашубских диалектов Ф. Лоренца (первая половина XX века)

Каба́тские го́воры кашу́бского языка́ (кашуб. gwara kabôcka, пол. gwary kabackie, gwara kabacka) — говоры кабатков (субэтнической группы кашубов), относящиеся к севернокашубскому диалекту. Были распространены в парафиях Цеценово (пол. Cecenowo) и Глувчице (пол. Główczyce) — на территории современной гмины Глувчице Слупского повята Поморского воеводства Польши. Вымерли к середине XX века так же, как и распространённые к западу и северо-западу от них словинские говоры.

## Классификация и история изучения
Первым, кто начал заниматься изучением говоров кабатков, был К. Ц. Мронговиуш (Krzysztof Celestyn Mrongowiusz), его работы, относящиеся к первой половине XIX века, являются самым ранним источником изучения кабатских говоров. Составивший первую классификацию кашубских говоров, А. Ф. Гильфердинг, записал ряд текстов кабатских говоров в двух сёлах парафии Глувчице — Ровах (пол. Rowy) и Избице (пол. Izbica). В начале XX века говоры кабатков изучал Ф. Лоренц. Позднее кабатские говоры не изучались вплоть до того времени, когда они окончательно вымерли.
А. Ф. Гильфердинг относил кабатские говоры вместе со словинскими к группе говоров померанских словинцев в прусской провинции Померания, противопоставляя их говорам померанских кашубов и говорам прусских кашубов.

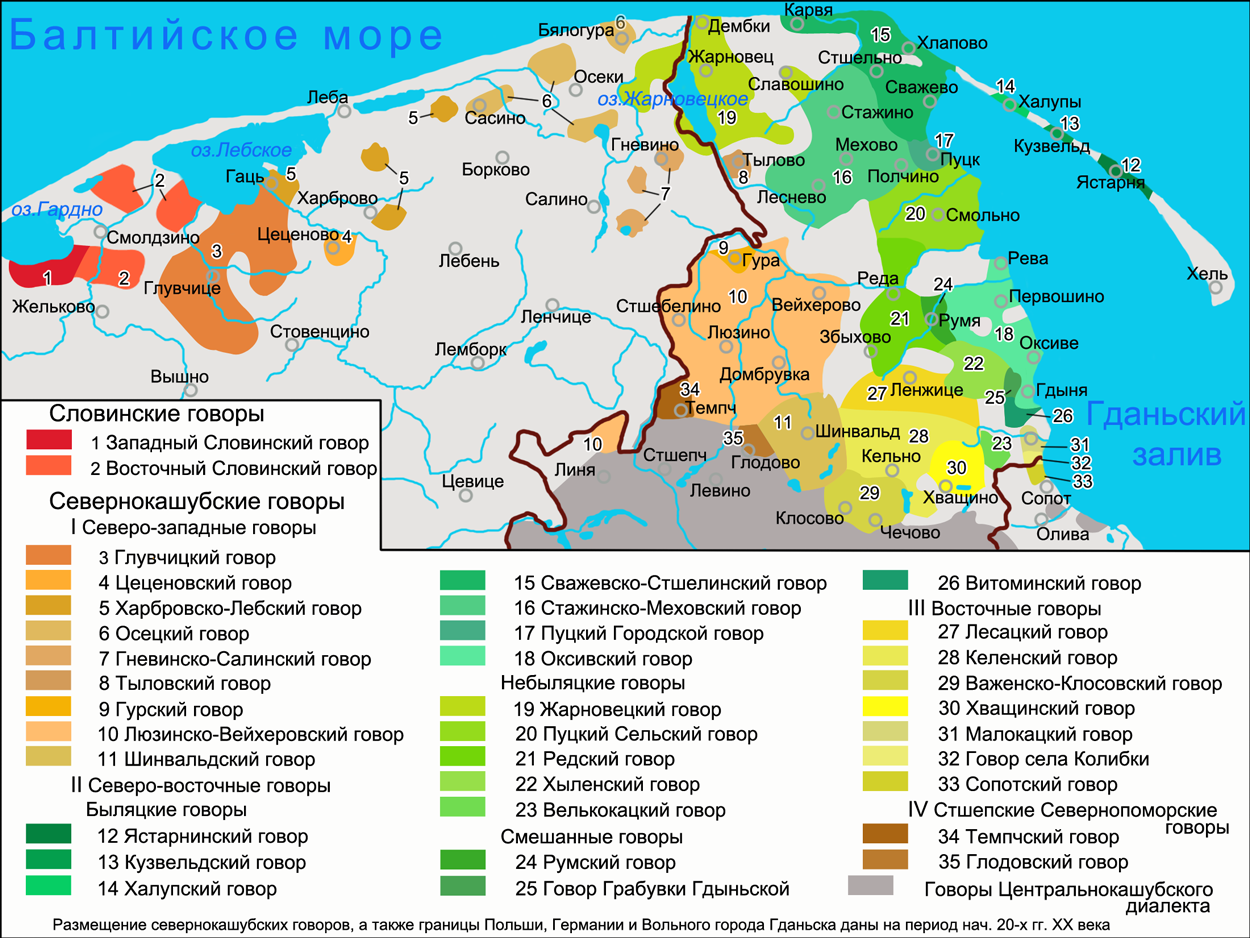
Территория размещения глувчицкого (кабатского) говора на карте севернокашубского диалекта начала XX века (части карты кашубских диалектов Ф. Лоренца)

В классификации говоров кашубского языка, составленной Ф. Лоренцом и опубликованной им в «Поморской грамматике» (Gramatyka Pomorska), говоры кабатков были отмечены как глувчицкий говор (пол. gwara główczycka) и отнесены к северо-западным говорам севернокашубской группы вместе с цеценовским, харбровско-лебским, осецким, люзинско-вейхеровским и некоторыми другими говорами, противопоставляемыми словинской группе в составе севернопоморского диалекта.

## Область распространения
Ареал кабатских говоров был размещён главным образом на территории современной гмины Глувчице Слупского повята Поморского воеводства к югу от озера Лебско между реками Пустынка (пол. Pustynka), Лупава (пол. Łupawa) и Леба и включал село Поблоце (пол. Pobłocie) в парафии Цеценово и сёла Избица (пол. Izbica), Цемино (пол. Ciemino), Румско (пол. Rumsko), Щипковице (пол. Szczypkowice), Велька Весь (пол. Wielka Wieś) в парафии Глувчице.
Кабатские говоры были распространены в крайне северо-западной части ареала кашубского языка в окружении диалектов немецкого языка за исключением ряда районов на северо-востоке и востоке, где кабатские говоры граничили с цеценовским и харбровско-лебским говорами, и северо-запада и запада, где рядом с говорами кабатков был распространён восточный словинский говор. Все соседние с кабатскими славянские говоры — цеценовский, харбровско-лебский и словинские — являются к настоящему времени вымершими. Ф. Лоренц отмечал уже к началу XX века, что данные говоры находились на грани исчезновения, а в ряде районов полностью вымерли.

## Особенности говоров
Согласно классификации кашубских диалектов Ф. Лоренца, кабатские говоры как часть севернокашубской группы характеризовались сохранением звука u̯, как часть северо-западной подгруппы разделяли их общую черту — дифтонгизацию поморского ŏ: stuo (кашуб. sto), duoma (кашуб. doma), nuoga (кашуб. noga), и частичную дифтонгизацию поморского e: prěsą (кашуб. prosą), rěbuieta (кашуб. robuota).
Также в кабатских говорах отмечались следующие фонетические черты:
1. Сохранение только одного носового звука ą, на месте другого развился дифтонг ou;
2. Наличие двух фонем u и l на месте *l’;
3. Переход k’, g’ в аффрикаты č’, ǯ: čieřńa (кашуб. kierznia), druoʒi (кашуб. drogi);
4. Переход x’ > š’/ś или сохранение x’: marx’ev / marš’ev / marśev;
5. Отсутствие перехода y > ë: c’ieʒyduo, в словинском — c’ieʒëdlo;
6. Наличие трифтонга в начале слова uie- на месте uo- под ударением: uiegórd, в словинском в начале слова vuo- — vuogórd.

А. Д. Дуличенко отмечает в кабатских и словинских в отличие от других кашубских говоров наибольшую последовательность в употреблении западнолехитских языковых черт (*TelT > TloT — mlou̯ko пол. mleko, рус. молоко и другие черты), а также наличие инноваций (переход ʒ > z — saza — пол. sadza, рус. сажа и другие черты).